# Khyberpasset
Khyberpasset er et 45-55 km langt pas gennem Hindu Kush-bjergkæden. Det er et af de vigtigste pas mellem Afghanistan og Pakistan.
Passet går i nordvestlig retning fra nær Peshawar til Kabul og er under pakistansk kontrol i næsten hele dets udstrækning. Der blev bygget en vej gennem det i 1879 og en jernbane i 1920'erne.
Alexander den Store skal have passeret passet i 330 f.Kr. på vej mod Indien.
34°5′35″N 71°8′45″Ø / 34.09306°N 71.14583°Ø